# Necșești
Necșești è un comune della Romania di 1 417 abitanti, ubicato nel distretto di Teleorman, nella regione storica della Muntenia. 
Il comune è formato dall'unione di 3 villaggi: Belciug, Gârdești, Necșești.